# Derk Sauer
Derk Sauer (Amesterdão, 31 de outubro de 1952 – 31 de julho de 2025) foi um dono de mídia, editor e jornalista holandês. Ele entrou no top 5 mais influente gerentes de mídia da Rússia pós-soviética de acordo com a revista "Karyéra" e o semanal "Novy Vzglyad".

## Biografia
Sauer nasceu em Amesterdão, Países Baixos, considerou-se um maoísta no passado, tendo feito parte da política de esquerda holandesa desde a sua juventude. Ele afirma que os protestos estudantis de Paris em 1968, que aconteceram quando ele tinha 15 anos, formaram grande parte das suas crenças políticas. Mais tarde, ele rejeitou a ideologia comunista e descreveu Mao como um "monstro", embora ele ainda seja um membro do Partido Socialista dos Países Baixos.
Em 1989, Sauer foi abordado por jornalistas russos enquanto servia como editor de um jornal semanal no seu país natal e, apesar de não falar russo, eles foram capazes de convencê-lo a imigrar para a Rússia e começar a trabalhar na criação de um jornal.
Inspirado pela sua esposa, Sauer trabalhou junto com a sua parceira de negócios, Annemarie van Gaal, para intruduzir a Cosmopolitan e a Playboy na Rússia, entre outras revistas através da sua editora "Independent Media", que foi fundada em 1992. Sauer fundou o The Moscow Times, o primeiro jornal em inglês na Rússia, como parte da nova editora ao lado da Vedomosti. Com o passar dos anos, tornou-se um empresário de mídia de sucesso na Rússia.
Em 2005, Sauer vendeu o The Moscow Times para a empresa finlandesa Sanoma e começou a publicar com a editora Nieuw Amsterdam. Em 2014, vendeu a sua participação de 50 % da editora para o Grupo Novamedia.
Em 2010 Sauer tornou-se um dos proprietários da NRC Handelsblad, empresa que comprou a sua antiga holding Het Gesprek. Ele foi removido do conselho de supervisão em 2014 pela principal acionista, Egeria.
Em 2016, foi relatado em vários meios de comunicação russos que uma investigação de fraude durante uma transação de ações em 2014 envolvendo Sauer estava em andamento. Ele alegou que as autoridades russas podem não estar felizes com a cobertura das suas empresas de mídia.
Em 2017, Sauer adquiriu o The Moscow Times de volta. Ele alegou que o artigo poderia servir como um grande meio para educar pessoas no exterior sobre assuntos domésticos subnotificados. O ex-jornalista não viu o projeto como uma forma de ganhar dinheiro, mas sim como uma contribuição para a liberdade de imprensa na Rússia.
Em 2020, ele ajudou jornalistas que deixaram a Vedomosti a buscar financiamento para lançar o VTimes. Em março de 2022, na sequência da Invasão da Ucrânia pela Rússia, uma nova lei sobre mídia mais rigorosa entrou em vigor, o que fez com que Sauer suspendesse os serviços em russo do The Moscow Times. Sauer e os principais funcionários mudaram-se para os Países Baixos para trabalhar a partir de lá.

## Vida pessoal
Sauer formou-se no ensino médio em 1969 e trabalhou para o diretor Gied Jaspars no programa da VPRO Morgen. Sauer é casado com a jornalista Ellen Verbeek e tem três filhos. Ele é sobrinho-neto de Peter Tazelaar, um lutador da resistência Engelandvaarder. O próprio Sauer contrabandeou armas para o IRA quando tinha 19 anos. Como hobby em uma empresa separada, Sauer exporta rodas de bicicletas esportivas para o ocidente, feitas de fibras de carbono e materiais usados na indústria espacial russa.
Sauer morreu em 31 de julho de 2025, aos 72 anos, devido aos ferimentos sofridos em um acidente de barcos algumas semanas antes.